# Roman Graczyk
Roman Graczyk (* 27. Mai 1958 in Krakau, Polen) ist ein polnischer Journalist und Autor.

## Leben
Graczyk studierte Journalismus und Politik an der Jagiellonen-Universität in Krakau. Er arbeitete in den 1980er Jahren bei den Zeitschriften Aplauz und Bez Dekretu und der in Paris veröffentlichten Zeitschrift Kontakt. In den Jahren von 1984 bis 1991 war er Journalist an der liberal-katholischen Wochenschrift Tygodnik Powszechny.
Graczyk recherchierte mit Beginn der 1990er Jahre zu verschiedenen Themen die Geschichte der Volksrepublik Polen betreffend und veröffentlichte zum Verhältnis der Kirche des Landes zur Partei, zur Demokratiebewegung und zum polnischen Geheimdienst Służba Bezpieczeństwa (SB) während der kommunistischen Diktatur und der Wendezeit verschiedene Bücher.
Sein 2011 veröffentlichtes Buch Cena przetrwania? (Preis des Überlebens?) befasste sich mit der Geschichte von Tygodnik Powszechny anhand von verbliebenen Geheimdienstakten und des Archivs der Zeitschrift und zeichnete das Leben verschiedener Mitglieder der Redaktionsleitung in den 1980er und 1990er Jahren auf.

## Buchveröffentlichungen
- Konstytucja dla Polski. Tradycje, doświadczenia, spory. Serie: Demokracja. Filozofia i praktyka. Krakau 1997, ISBN 83-7006-651-8
- Polski kościół, polska demokracja. Krakau 1999, ISBN 83-7052-767-1
- Bo jestem z Wilna. Krakau 2001, ISBN 83-240-0033-X
- Tropem SB. Jak czytać teczki. Krakau 2007, ISBN 978-83-240-0759-2
- Cena przetrwania? SB wobec Tygodnika Powszechnego. Warschau 2011, ISBN 978-83-7700-015-1